# Neodiostrombus basalis
Neodiostrombus basalis är en insektsart som först beskrevs av Walker 1870.  Neodiostrombus basalis ingår i släktet Neodiostrombus och familjen Derbidae. Inga underarter finns listade i Catalogue of Life.